# 88-я гвардейская стрелковая дивизия
88-я гвардейская стрелковая Запорожская ордена Ленина Краснознамённая орденов Суворова и Богдана Хмельницкого дивизия — воинское соединение РККА, принимавшее участие в Великой Отечественной войне.

## История

### Формирование
Ведёт свою историю от 99-й стрелковой дивизии 1-го формирования, которая 18 апреля 1943 года была преобразована в 88-ю гвардейскую стрелковую дивизию. В апреле 1943 года дивизия вошла в состав 28-го гвардейского стрелкового корпуса 8-й гвардейской армии.

### Участие в освобождении Юга Украины
За образцовое выполнение заданий командования при прорыве обороны немцев на реке Ингулец дивизии присвоено почётное наименование Запорожской.
Весной 1944 года дивизия вела бои за село Троицко-Сафоново и город Новый Буг в Николаевской области. Части дивизии освободили населённые пункты Христофоровка Лобриевка, Штейнгут, Новотерновка, Новопетровское, Марьевка, Костычи, Бобров, Андреевка и ряд других. 
За отличия в мартовских боях 88-я стрелковая дивизия была удостоена ордена Суворова II степени. 
28 марта части дивизии форсировали реку Южный Буг и заняли плацдарм в районе с. Ткачевка; к 1 апреля они сосредоточились у Куяльницкого лимана. 2 апреля, несмотря на снежную метель, передовые отряды форсировали лиман и продвинулись вперёд, освободив крупный населённы пункт Благоево. 
7 апреля дивизия форсировала Хаджибейский лиман, а 10 апреля овладела селом Дальник. К 15 часам того же дня ее воины ворвалась в юго-восточные окраины Одессы. С 11 по 13 апреля 88-яя гвардейская дивизия преследовала противника до реки Днестр. 
Полки дивизии форсировали реку Западный Буг, участвовали в Ковельской операции, освободили польские города Лодзь и Люблин, вели тяжёлые бои на Висленском плацдарме. За успешный прорыв обороны противника западнее Ковеля дивизия награждена ещё одним орденом — орденом Богдана Хмельницкого II степени.

### Участие в боях на территории Польши и Германии
За успешное форсирование реки Варга и прорыв вражеской обороны, полки дивизии награждены орденами Красного Знамени и Суворова III степени.
16 апреля 1945 года дивизия начала свою последнюю боевую операцию — штурм Зееловских высот на подступах к Берлину. Дивизия вела ожесточённые бои на улицах Берлина. В последний день войны вышла к Бранденбургским воротам в Берлине. За доблесть и мужество в этих боях дивизия награждена орденом Ленина.
По окончании войны дивизия вошла в состав Группы Советских оккупационных войск в Германии.
88-я гвардейская стрелковая Запорожская ордена Ленина Краснознамённая орденов Суворова и Богдана Хмельницкого дивизия была расформирована в 1947 году.

## Периоды вхождения в состав Действующей армии
- 18 апреля 1944 года — 7 июня 1944 года;
- 15 июня 1944 года — 9 мая 1945 года.

## Подчинение[3]
| Дата            | Фронт (округ)         | Армия                 | Корпус (группа)                    | Примечания |
| --------------- | --------------------- | --------------------- | ---------------------------------- | ---------- |
| 01.05.1943 года | Юго-Западный фронт    | 62-я армия            | 28-й гвардейский стрелковый корпус | -          |
| 01.06.1943 года | Юго-Западный фронт    | 8-я гвардейская армия | 28-й гвардейский стрелковый корпус | -          |
| 01.07.1943 года | Юго-Западный фронт    | 8-я гвардейская армия | 28-й гвардейский стрелковый корпус | -          |
| 01.08.1943 года | Юго-Западный фронт    | 8-я гвардейская армия | 28-й гвардейский стрелковый корпус | -          |
| 01.09.1943 года | Юго-Западный фронт    | 8-я гвардейская армия | 28-й гвардейский стрелковый корпус | -          |
| 01.10.1943 года | Юго-Западный фронт    | 8-я гвардейская армия | 28-й гвардейский стрелковый корпус | -          |
| 01.11.1943 года | 3-й Украинский фронт  | 8-я гвардейская армия | 28-й гвардейский стрелковый корпус | -          |
| 01.12.1943 года | 3-й Украинский фронт  | 8-я гвардейская армия | 28-й гвардейский стрелковый корпус | -          |
| 01.01.1944 года | 3-й Украинский фронт  | 8-я гвардейская армия | 28-й гвардейский стрелковый корпус | -          |
| 01.02.1944 года | 3-й Украинский фронт  | 8-я гвардейская армия | 28-й гвардейский стрелковый корпус | -          |
| 01.03.1944 года | 3 Украинский фронт    | 8-я гвардейская армия | 28-й гвардейский стрелковый корпус | -          |
| 01.04.1944 года | 3 Украинский фронт    | 8-я гвардейская армия | 28-й гвардейский стрелковый корпус | -          |
| 01.05.1944 года | 3 Украинский фронт    | 8-я гвардейская армия | 28-й гвардейский стрелковый корпус | -          |
| 01.06.1944 года | 3 Украинский фронт    | 8-я гвардейская армия | 28-й гвардейский стрелковый корпус | -          |
| 01.07.1944 года | 1-й Белорусский фронт | 8-я гвардейская армия | 28-й гвардейский стрелковый корпус | -          |
| 01.08.1944 года | 1-й Белорусский фронт | 8-я гвардейская армия | 28-й гвардейский стрелковый корпус | -          |
| 01.09.1944 года | 1-й Белорусский фронт | 8-я гвардейская армия | 28-й гвардейский стрелковый корпус | -          |
| 01.10.1944 года | 1-й Белорусский фронт | 8-я гвардейская армия | 28-й гвардейский стрелковый корпус | -          |
| 01.11.1944 года | 1-й Белорусский фронт | 8-я гвардейская армия | 28-й гвардейский стрелковый корпус | -          |
| 01.12.1944 года | 1-й Белорусский фронт | 8-я гвардейская армия | 28-й гвардейский стрелковый корпус | -          |
| 01.01.1945 года | 1-й Белорусский фронт | 8-я гвардейская армия | 28-й гвардейский стрелковый корпус | -          |
| 01.02.1945 года | 1-й Белорусский фронт | 8-я гвардейская армия | 28-й гвардейский стрелковый корпус | -          |
| 01.03.1945 года | 1-й Белорусский фронт | 8-я гвардейская армия | 28-й гвардейский стрелковый корпус | -          |
| 01.04.1945 года | 1-й Белорусский фронт | 8-я гвардейская армия | 28-й гвардейский стрелковый корпус | -          |
| 01.05.1945 года | 1-й Белорусский фронт | 8-я гвардейская армия | 28-й гвардейский стрелковый корпус | -          |

## Командиры
- Владимиров, Владимир Яковлевич (18.04.1943 — 13.05.1943), гвардии генерал-майор;
- Вехин, Григорий Иванович (17.05.1943 — 26.07.1943), гвардии генерал-майор;
- Есин, Иван Никитович[англ.] (27.07.1943 — 07.08.1943), гвардии полковник;
- Панков, Борис Никифорович (08.08.1943 — 05.04.1944), гвардии полковник, с 17.11.1943 — гвардии генерал-майор;
- Марченко, Ефим Тимофеевич (06.04.1944 — 24.06.1944), гвардии полковник;
- Панков, Борис Никифорович (25.06.1944 — 04.03.1945), гвардии генерал-майор;
- Карнаухов, Матвей Яковлевич (05.03.1945 — 17.03.1945, исполняющий обязанности), гвардии подполковник;
- Станкевский, Дмитрий Иванович (17.03.1945 — 21.03.1945), гвардии генерал-майор;
- Панков, Борис Никифорович (22.03.1945 — ??.01.1946), гвардии генерал-майор;
- Колчанов, Григорий Семёнович (??.01.1946 — ??.08.1946), гвардии генерал-майор;
- Зализюк, Пётр Иосифович (08.1946 — 01.1947), гвардии генерал-майор.

## Состав
- 266-й гвардейский стрелковый полк,
- 269-й гвардейский стрелковый полк,
- 271-й гвардейский стрелковый полк,
- 194-й гвардейский артиллерийский полк: гв. майор Красильников, Александр Сергеевич (июль 1944 года),[4]
- 96-й отдельный гвардейский истребительно-противотанковый дивизион,
- 93-я отдельная гвардейская разведывательная рота,
- 102-й отдельный гвардейский сапёрный батальон,
- 157-й отдельный гвардейский батальон связи (до 5.11.1944 года — 2-я отдельная гвардейская рота связи),
- 594-й (94) медицинский санитарный батальон,
- 92-я отдельная гвардейская рота химической защиты,
- 744-я (94) автотранспортная рота,
- 669-я (91) полевая пекарня,
- 695-й (90) дивизионный ветеринарный лазарет,
- 981-я полевая почтовая станция,
- 706-я полевая касса Государственного банка.

## Награды
- 22 июля 1941 года —  Орден Красного Знамени — награда перешла от 99-й стрелковой дивизии (1-го формирования)
- 14 октября 1943 года — «Запорожская» — почётное наименование присвоено приказом Верховного Главнокомандующего от 14 октября 1943 года в ознаменование одержанной победы и отличие в боях при освобождении Запорожья;
- 19 марта 1944 года —  Орден Суворова II степени — награждена указом Президиума Верховного Совета СССР от 19 марта 1944 года за образцовое выполнение заданий командования в боях с немецкими захватчиками при прорыве сильной обороны немцев по западному берегу реки Ингулец, за освобождение города Нового Буга и проявленные при этом доблесть и мужество;[6]
- 9 августа 1944 года —  Орден Богдана Хмельницкого II степени — награждена указом Президиума Верховного Совета СССР от 9 августа 1944 года за образцовое выполнение заданий командования в боях с немецкими захватчиками при прорыве обороны немцев западнее Ковель и проявленные при этом доблесть и мужество;[7]
- 28 мая 1945 года —  Орден Ленина — награждена указом Президиума Верховного Совета СССР от 28 мая 1945 года за образцовое выполнение заданий командования в боях при прорыве обороны немцев и наступлении на Берлин и проявленные при этом доблесть и мужество.[8]

Награды частей дивизии:
- 266-й гвардейский стрелковый Берлинский[9] Краснознаменный ордена Суворова[10] полк,
- 269-й гвардейский стрелковый Лодзинский[11] Краснознамённый[10] ордена Суворова[12] полк,
- 271-й гвардейский стрелковый Берлинский[9] Краснознамённый[10] полк,
- 194-й гвардейский артиллерийский Берлинский[9] Краснознамённый[10] полк
- 96-й отдельный гвардейский истребительно-противотанковый ордена Красной Звезды[13]дивизион.
- 102-й отдельный гвардейский сапёрный ордена Александра Невского[12] батальон
- 157-й отдельный гвардейский ордена Красной Звезды[12] батальон связи.

## Отличившиеся воины
За годы Великой Отечественной войны 15 воинов дивизии удостоились высокого звания Героя Советского Союза, 20 воинов стали кавалерами ордена Славы 3-х степеней, 8 тысяч солдат и офицеров дивизии награждены боевыми орденами и медалями.
Произведено награждений орденами СССР не меньше:
- орден Ленина — 21
- орден Красного Знамени — 262
- орден Суворова II степени — 2
- орден Кутузова II степени — 1
- орден Богдана Хмельницкого II степени — 2
- орден Суворова III степени — 7
- орден Кутузова III степени — 4
- орден Богдана Хмельницкого III степени — 21
- орден Александра Невского — 105
- орден Отечественной войны I степени — 271
- орден Отечественной войны II степени — 775
- орден Красной Звезды — 1446
- орден Славы I степени — 20
- орден Славы II степени- 186
- орден Славы III степени — 901

(Данные о награждениях взяты из указов Президиума Верховного совета СССР, приказов 88 гвардейской стрелковой дивизии, 28 гвардейского стрелкового корпуса,8 гвардейской армии,1 Белорусского фронта, Юго-Западного фронта, 3 Украинского фронта, размещённых на сайте "Электронный банк документов «Подвиг народа в Великой Отечественной войне 1941—1945 гг» Министерства обороны РФ).

### Герои Советского Союза[14]
- Ваничкин, Владимир Васильевич, гвардии лейтенант, командир стрелкового взвода 271 гвардейского стрелкового полка. Указ Президиума Верховного Совета СССР от 24 марта 1945 года.
- Гальцев, Иван Сергеевич, гвардии лейтенант, командир взвода автоматчиков 266 гвардейского стрелкового полка. Указ Президиума Верховного Совета СССР от 31 мая 1945 года.
- Ёлкин, Иван Сергеевич, гвардии лейтенант, командир стрелкового взвода 266 гвардейского стрелкового полка. Указ Президиума Верховного Совета СССР от 24 марта 1945 года.
- Катков, Фёдор Леонтьевич, гвардии старший лейтенант, командир 93 отдельной гвардейской разведывательной роты. Указ Президиума Верховного Совета СССР от 3 июня 1944 года. Погиб 5 мая 1944 года.
- Кончин, Александр Алексеевич, гвардии капитан, заместитель командира 3 стрелкового батальона по политической части 266 гвардейского стрелкового полка. Указ Президиума Верховного Совета СССР от 24 марта 1945 года. Погиб в бою 28 апреля 1945 года.
- Кузнецов, Григорий Дмитриевич, гвардии старший сержант, помощник командира взвода 93 отдельной гвардейской разведывательной роты. Указ Президиума Верховного Совета СССР от 3 июня 1944 года.
- Панков, Борис Никифорович, гвардии генерал-майор, командир дивизии. Указ Президиума Верховного Совета СССР от 6 апреля 1945 года.
- Романовцев, Сергей Дмитриевич, гвардии сержант, командир отделения станковых пулемётов 3 стрелкового батальона 266 гвардейского стрелкового полка. Указ Президиума Верховного Совета СССР от 3 июня 1944 года.
- Сахненко, Михаил Сидорович, гвардии старший сержант, командир стрелкового взвода 266 гвардейского стрелкового полка. Указ Президиума Верховного Совета СССР от 3 июня 1944 года.
- Семакин, Афанасий Иванович, гвардии капитан, командир 2 стрелкового батальона 269 гвардейского стрелкового полка. Указ Президиума Верховного Совета СССР от 15 мая 1946 года. Умер от ран 28 сентября 1945 года.
- Семёнов, Дмитрий Иванович, гвардии старший сержант, командир расчёта станкового пулемёта 3 стрелкового батальона 266 гвардейского стрелкового полка. Указ Президиума Верховного Совета СССР от 24 марта 1945 года. Звание присвоено посмертно.
- Сечкин, Александр Кириллович, гвардии старший лейтенант, партийный организатор 1 стрелкового батальона 269 гвардейского стрелкового полка. Указ Президиума Верховного Совета СССР от 19 марта 1944 года. Звание присвоено посмертно.
- Субботин, Иван Петрович, гвардии подполковник, командир 266 гвардейского стрелкового полка. Указ Президиума Верховного Совета СССР от 24 марта 1945 года.
- Умаров, Шадман, гвардии капитан, командир 3 стрелкового батальона 266 гвардейского стрелкового полка. Указ Президиума Верховного Совета СССР от 24 марта 1945 года.
- Чепанов, Михаил Петрович, гвардии младший лейтенант, командир 2 взвода 5 роты 2 стрелкового батальона 271 гвардейского стрелкового полка. Указ Президиума Верховного Совета СССР от 31 мая 1945 года.

### Кавалеры ордена Славы 3-х степеней[15]
- Агиенко, Василий Матвеевич, гвардии старший сержант, командир расчёта 266 гвардейского стрелкового полка.
- Богданов, Михаил Нестерович, гвардии сержант, наводчик орудия 266 гвардейского стрелкового полка.
- Власов, Владимир Емельянович, гвардии старший сержант, командир отделения разведки батареи 194 гвардейского артиллерийского полка.
- Гаврилов, Александр Михайлович, гвардии старший сержант, командир отделения взвода пешей разведки 269 гвардейского стрелкового полка.
- Галенко, Иван Васильевич, гвардии сержант, командир отделения 93 отдельной гвардейской разведывательной роты.
- Горшанов, Иван Григорьевич, гвардии старший сержант, командир взвода 271 гвардейского стрелкового полка.
- Горячев, Иван Владимирович, гвардии старший сержант, помощник командира взвода разведки 269 гвардейского стрелкового полка.
- Грабовский, Николай Титович, гвардии старший сержант, наводчик 45-мм пушки 266 гвардейского стрелкового полка.
- Долгов, Пётр Петрович, командир отделения 266 гвардейского стрелкового полка.
- Журавлёв, Дмитрий Григорьевич, гвардии ефрейтор, автоматчик 271 гвардейского стрелкового полка.
- Комаров, Борис Георгиевич, гвардии рядовой, снайпер 266 гвардейского стрелкового полка.
- Кораблин, Иван Алексеевич, гвардии старший сержант, командир миномётного расчёта 266 гвардейского стрелкового полка.
- Крутиков, Валентин Иванович, гвардии сержант, командир разведывательного отделения 93 отдельной гвардейской разведывательной роты.
- Лобода, Василий Яковлевич, гвардии младший сержант, разведчик взвода пешей разведки 269 гвардейского стрелкового полка.
- Мясников, Василий Васильевич, гвардии сержант, командир отделения разведки 194 гвардейского артиллерийского полка.
- Платонов, Василий Романович, гвардии младший сержант, разведчик 266 гвардейского стрелкового полка.
- Сенченко, Пётр Романович, гвардии старший сержант, разведчик 93 отдельной гвардейской разведывательной роты.
- Сущенко, Алексей Александрович, гвардии рядовой, автоматчик 266 гвардейского стрелкового полка.
- Сычёв, Николай Ильич, гвардии рядовой, автоматчик 266 гвардейского стрелкового полка.
- Черняк, Алексей Сергеевич, гвардии старший сержант, командир орудийного расчёта 194 гвардейского артиллерийского полка.